# Boškovići (Laktaši)
Boškovići (szerbül: Бошковићи), település Bosznia-Hercegovinában, Laktaši községben, Bosanska krajina területén, a Szerb Köztársaságban. 

## Fekvése
Bosznia-Hercegovina északi részén, Banja Lukától légvonalban 16, közúton 21 km-re északkeletre, községközpontjától légvonalban 5, közúton 9 km-re délkeletre, 300-440 méteres magasságban fekszik. 

## Népessége
| Nemzetiségi csoport | Népesség 1991 | Népesség 2013 |
| ------------------- | ------------- | ------------- |
| Szerb               | 358           | 339           |
| Bosnyák             | 0             | 0             |
| Horvát              | 2             | 2             |
| Jugoszláv           | 27            | 1             |
| Egyéb               | 16            | 39            |
| Összesen            | 403           | 381           |

## Története
A Cetinac lelőhelyen talált római épületmaradványok tanúsága szerint itt már az ókorban település volt.
A település 1878-ig tartozott az Oszmán Birodalomhoz, ekkor a berlini kongresszus határozata alapján az Osztrák-Magyar Monarchia része lett. 1879-ben az első osztrák-magyar népszámlálás során a Banja Luka-i járáshoz tartozó településnek 113 háztartása és 601 ortodox lakosa volt. 1910-ben a Banja Luka-i járáshoz tartozó településen 52 háztartást, 264 ortodox, 30 görög katolikus, 22 római katolikus és 1 muszlim lakost találtak. A monarchia szétesésével 1918-ban előbb a Szerb-Horvát-Szlovén Királyság, majd 1929-től a Jugoszláv Királyság része. 1921-ben a községnek 107 háztartása és 716 lakosa volt. Az 1929-es törvény értelmében, amikor Bosznia-Hercegovinát négy banovinára, Drinskára, Vrbaskára, Zetskára és Primorskára osztották, a település a Vrbaska banovina része lett, amelynek székhelye Banja Luka volt. 
Jugoszlávia megszállása után a Független Horvát Állam (NDH) része lett. A második világháború után a szocialista Jugoszláviához tartozott. A daytoni békeszerződést követő területfelosztásnál Laktaši község részeként a Szerb Köztársaság területéhez került.

## Nevezetességei
- Cetinac – római település maradványai egy négyszögletes formájú magaslaton, sok római téglatöredékkel.[4]